# ATOS
L'ATOS (Airborne Tactical Observation and Surveillance), è un sistema di missione aerea, navale e terrestre realizzato dalla Leonardo Divisione Elettronica ed impiegato in ambito militare. Esso è stato progettato per effettuare principalmente missioni di sorveglianza marittima, sorveglianza terrestre e SAR.

## Storia
Se non diversamente indicato, i dati sono tratti da "Rivista italiana difesa".
Il sistema ATOS nasce alla fine degli anni novanta, nel 1997 su la spinta della Guardia di Finanza.
Per rispondere all'esigenza operativa della Guardia di Finanza, l'allora Galileo Avionica (oggi Divisione Elettronica di Leonardo) decise di sviluppare questo sistema destinato ad essere installato a bordo degli ATR-42MP realizzati dalla Divisione Velivoli di Leonardo (allora Alenia Aeronautica), primi velivoli da pattugliamento marittimo su piattaforma ATR.

## Caratteristiche
Se non diversamente indicato, i dati sono tratti da "Rivista italiana difesa".

### Varianti
La variante più sofisticata e più complessa realizzata è quella installata a bordo dei P-72A da pattugliamento marittimo dell'Aeronautica militare italiana. Essa comprende un radar AESA Leonardo Seaspray 7300E, una torretta dotata di sensore elettro-ottico Star Safire 380 HD, AIS (una sorta di IFF applicato al mondo della navigazione marittima), ASARS DF (Airborne Search and Rescue System Direction Finder, un equipaggiamento progettato per le operazioni SAR e Combat SAR), ESM/ELINT sistema DASS è comunicazioni integrate, il tutto coordinato da 4 consolle.
Un'altra variante è quella utilizzata dall'Australian Border Protection Command (programma Sentinel). Nel 2007 infatti l'allora Galileo Avionica si aggiudicò un contratto di installazione del sistema ATOS su 10 velivoli Bombardier Dash-8 e due elicotteri (tutti già operativi nel 2010) coordinata da una stazione a terra a Canberra anch'essa fornita da Leonardo. Questa variante del sistema ATOS comprende radar Raytheon Seavue, una torretta elettro-ottica L3 Wescam MX-15, un AIS, il tutto coordinato da 2 consolle.
Altre varianti di tale sistema risultano in servizio in altri cinque paesi oltre all'Australia: Libia (sistemi installati su un ATR-42 e su una decina di elicotteri, andati perduti o mai consegnati), Nigeria (sui due ATR-42MP e comprensivo di 5 stazioni a terra), Ecuador (che lo ha montato su un turboelica Airbus CN-235 ed alcuni Beechcraft King Air 350, 2 clienti nordafricani (che lo hanno installato su 3 velivoli Beechcraft King Air 350).  
Il giugno 2019, in occasione del Salone di Le Bourget, Leonardo e Diamond hanno presentato il Diamond DA62 MSA, variante da pattugliamento marittimo dotata anch'essa di questo sistema di missione.